# Будь що буде
«Будь що буде» (англ. Whatever Works) — комедійний фільм Вуді Аллена, який вийшов у світ 19 червня 2009 року, отримав змішані відгуки і зібрав 35 мільйонів доларів.

## Сюжет
Борис Єльников (Ларрі Девід) — цинічний, людиноненависницький вчитель шахів і колишній професор квантової механіки в Колумбійському університеті. Розлучений, він уникає більшості людей і, за винятком трьох друзів та своїх студентів, поблажливо ставиться до всіх, кого зустрічає, хто не відповідає йому інтелектуально. Більшу частину фільму він миє руки, наспівуючи при цьому пісню «З днем народження».
Одного вечора Борис повертається додому і бачить на порозі простодушну 21-річну Мелоді. Він неохоче допомагає їй, і незабаром вона розповідає йому свою історію. Виявляється, Мелоді має виразно південне походження, її батьки-фундаменталісти з Міссісіпі, від яких вона втекла. Вона просить дозволу залишитися на ніч, і Борис зрештою погоджується. Перебуваючи у Бориса, Мелоді закохується в нього, незважаючи на різницю у віці, культурі та інтелекті.
Невдовзі Мелоді знаходить роботу вигульниці собак, де знайомиться з Перрі Сінглтоном, і вони домовляються про побачення. Коли вона повертається додому, то пояснює Борису, що Перрі їй не сподобався, бо він занадто сильно любив світ. Борис розуміє, що закоханий у неї, і незабаром вони одружуються.
Через рік мати Мелоді, Марієтта, знаходить Мелоді і пояснює, що вони з чоловіком, Джоном, думали, що Мелоді викрали. Вона також розповідає, що Джон покинув її і продав їхній будинок після того, як Джон втратив гроші на фондовому ринку. Вона знайомиться з Борисом і розчаровується в ньому, тому намагається переконати Мелоді розірвати шлюб. Вони втрьох йдуть на обід і знайомляться з другом Бориса, Лео. Коли Марієтта виходить до вбиральні, молодий чоловік, Ренді Лі Джеймс, запитує про Мелоді, і Марієтта хитро вирішує завербувати Ренді, який закохався в Мелоді з першого погляду, щоб розірвати її шлюб. Пізніше того ж вечора Лео, який зацікавився Марієттою, запрошує її на вечерю. Вони проводять вечір разом і дізнаються, що вона талановитий фотограф.
Борис пояснює глядачам, що протягом наступних кількох тижнів Марієтта змінилася і почала експериментувати з художньою фотографією, екзотичними звичками та відкритими стосунками з Лео та його діловим партнером Моргенштерном. Марієтта все ще ненавидить Бориса і продовжує намагатися змусити Мелоді вийти заміж за Ренді. Вона бере Мелоді на вуличний ринок і «випадково» стикається з Ренді, який розпитує її про шлюб. Мелоді не помічає спроби Марієтти і каже йому, що з її шлюбом усе гаразд. Вона попереджає матір, щоб та припинила, але Марієтта продовжує спроби. Пізніше, купуючи одяг, Мелоді зустрічається з Ренді під час ще однієї запланованої зустрічі, і він змушує її зізнатися, що її стосунки з Борисом не зовсім задовольняють її. Він запрошує її на човен, на якому живе, де вони цілуються і починають роман.
Джон приїжджає додому до Бориса і Мелоді з каяттям і сподіванням повернути сім'ю разом. Вони всі разом йдуть на відкриття фотовиставки Марієтти, і він бачить, як змінилася його колишня дружина після переїзду до Нью-Йорка. Збентежений, він замикається в барі, заливаючи своє страждання випивкою. Там він знайомиться з нещодавно розлученим геєм Говардом і зізнається в тому, що знав більшу частину свого дорослого життя: що він теж гей.
Мелоді нарешті зізнається Борису в коханні до Ренді, і Борис, спустошений, вистрибує з вікна. Він приземляється на іншу жінку, Гелену, ламаючи їй руку і ногу. Коли він відвідує її в лікарні, Борис запитує, чи може він якось загладити свою провину, Гелена каже, що хотіла б піти з ним на вечерю.
Нарешті, Борис влаштовує новорічну вечірку, де всі перебувають у своїх нових стосунках: Марієтта з Лео і Моргенштерном, Джон з Говардом, Мелоді з Ренді і, нарешті, Борис з Геленою. Мелоді та її батьки повністю позбулися свого колишнього консервативного мислення з Півдня і повністю прийняли ліберальний спосіб життя і цінності Нью-Йорка. Тепер усі — найкращі друзі, і опівночі вони цілуються зі своїми другими половинками.
Згодом виявляється, що тільки Борис може говорити з глядачами, і він пояснює, що потрібно знаходити всі можливі задоволення, «що б не вийшло».

## У ролях
- Ларрі Девід — Борис Єльников
- Ед Беглі молодший — Джон Селестін
- Еван Рейчел Вуд — Мелоді
- Патрісія Кларксон — Марієтта
- Конлет Гілл — Брокман
- Майкл МакКін — друг Бориса
- Генрі Кавілл — Ренді Лі Джеймс
- Джон Галлахер-молодший[en] — Перрі
- Олек Крупа — Морґенштерн

## Реліз
2 лютого 2009 року Variety повідомив, що Sony Pictures Classics придбала права на прокат фільму «Будь що буде» у США. Прем'єра фільму відбулася 22 квітня 2009 року на кінофестивалі «Трайбека» у Нью-Йорку. Sony випустила фільм в обмежений прокат у США, починаючи з 19 червня 2009 року. Maple Pictures випустила фільм у Канаді в кінотеатральний прокат і на DVD у жовтні 2009 року. У Великій Британії фільм вийшов у прокат 25 червня 2010 року.

## Виробництво
Фільм знімався у Нью-Йорку, що ознаменувало повернення Аллена до рідного міста після зйомок чотирьох фільмів у Європі. Девід вагався, чи погоджуватися на роль, вказуючи Аллену, що його робота над «Стримай свій ентузіазм» була імпровізацією, але Аллен все ж таки заохотив його взяти роль.
Частково, щоб спростувати твердження, що фільм є автобіографічним, Аллен вказав, що сценарій був написаний на початку 1970-х років, маючи на увазі Зеро Мостела для Бориса; він був відкладений на полицю після смерті актора в 1977 році. Тридцять років потому Аллен повернувся до сценарію, намагаючись створити фільм до потенційної загрози страйку Гільдії кіноакторів. За словами Аллена, єдині значні зміни в сценарії стосувалися оновлення актуальних посилань.

## Саундтрек
- «Hello, I Must Be Going» — Groucho Marx and Cast
- «Salty Bubble» — Tom Sharpsteen and His Orlandos
- «Butterfly By» — Heinz Kiessling
- «Honeymoon Swoon» — Werner Tautz
- «If I Could Be With You (One Hour Tonight)» — Jackie Gleason
- Symphony No. 9 (Beethoven) in D Minor, Op. 125 — Royal Philharmonic Orchestra
- Wedding March — Royal Philharmonic Orchestra
- Symphony No. 5 (Beethoven) in C Minor — Royal Philharmonic Orchestra
- «Desafinado» — Stan Getz and Charlie Byrd
- «Spring Will Be A Little Late This Year» — Red Garland
- «Menina Flor» — Charlie Byrd
- Auld Lang Syne — Dick Hyman & His Orchestra
- «Happy Birthday To You» — Larry David

## Сприйняття
На сайті Rotten Tomatoes фільм має рейтинг схвалення 50 % на основі 165 рецензій із середньою оцінкою 5,4/10. Критичний консенсус на сайті звучить так: «Заснований на сценарії, написаному в 1970-х роках, „Будь що буде“ Вуді Аллена страждає від браку свіжих ідей». Згідно з іншим агрегатором рецензій, Metacritic, який присвоює нормалізований рейтинг зі 100 найкращих рецензій від провідних критиків, фільм має середній бал 45 зі 100 на основі 30 рецензій, що свідчить про «змішані або середні відгуки».
Відображаючи рівномірно розділене схвалення критиків, Метью Ошинський зі «Стар-Леджер» написав, що фільм є гарним прикладом «здатності Аллена писати чудові ролі для жінок», і що фільм далеко не найкраща його робота, але в ньому є кілька смішних реплік, і що «це принаймні приємно».